# Sylvain Willenz
Sylvain Willenz (Brussel, 1978) is een Belgische industrieel ontwerper. Hij won in 2002 een prijs verbonden aan de Design Biennale Interieur Kortrijk en kreeg in 2009 de titel van Belgisch Designer van het Jaar.

## Onderscheidingen[2]
- 1999 : Eerste prijs RCA (Royal Society of Arts Student Design)
- 2002 : Eerst prijs Interieur 02 Design for Europe
- 2002 : Eerste prijs British Standards Institution Awards
- 2005 : Beloftevolle Designer, DesignBrussels Fair
- 2006 : Henry van de Velde Label voor "InnerTube" en "Stuff"
- 2008 : Henry van de Velde Label voor "Torch Series"
- 2009 : Henry van de Velde Label voor "Freecom Mobile Drive xxs"
- 2009 : Belgian Designer of the Year 2009
- 2009 : UK Grand Designs Award Product of the Year voor de "Torch Light Serie"
- 2009 : UK Grand Designs Award for Best Lighting Design voor de "Torch Light Serie"
- 2009 : Elle Decoration International Design Awards 2009 for lighting voor de "Torch Light Serie"
- 2009 : Red Dot Best of the Best Product Design Award 2009 voor de "Freecom Mobile Drive xxs"
- 2009 : iF Product Design Award 2009 voor de "Freecom Mobile Drive xxs"
- 2010 : Henry van de Velde Label voor de "Freecom Mobile Drive CLS"
- 2010 : Nominatie voor de Smart Urban Stage / Future Mind Award, door Smart
- 2011 : Red Dot Best of the Best Product Design Award 2011 voor de "Freecom Mobile Drive CLS"
- 2011 : Nominatie voor de Brit Design Awards / Designs of the Year 2011 / Design Museum London voor de "Freecom Mobile Drive CLS"
- 2011 : iF Product Design Award 2011 voor de "Freecom Mobile Drive CLS"